# Mound Bayou
Mound Bayou es una ciudad del condado de Bolivar en el estado de Misisipi (Estados Unidos). En el año 2000 tenía una población de 2.102 habitantes en una superficie de 2.3 km², con una densidad poblacional de 922.3 personas por km².

## Geografía
Mound Bayou se encuentra ubicada en las coordenadas 33°52′50″N 90°43′41″O / 33.88056, -90.72806. Según la Oficina del Censo, la ciudad tiene un área total de 2,3 km² (0,9 mi²), de la cual 2,3 km² (0,9 mi²) es tierra y 0 km² (0 mi²) es agua.

### Localidades adyacentes
El siguiente diagrama muestra a las localidades en un radio de 16 kilómetros (9,9 mi) de Mound Bayou.

## Demografía
Para el censo de 2000, había 2.102 personas, 687 hogares y 504 familias en la ciudad. La densidad de población era 922.3 hab/km².
En el 2000 la renta per cápita promedia del hogar era de $ 17.972 y el ingreso promedio para una familia era de $19.770. El ingreso per cápita para la localidad era de $8.227. En 2000 los hombres tenían un ingreso per cápita de $21.700 contra $18.988 para las mujeres. Alrededor del 45.6% de la población estaba bajo el umbral de pobreza nacional.